# La piel del tambor
La piel del tambor es una novela del escritor español Arturo Pérez-Reverte, publicada en 1995 por la editorial Alfaguara.

## Trama
Ciudad del Vaticano, 1995. Un pirata informático irrumpe en el ordenador personal del Papa y avisa que se están produciendo una serie de muertes en una pequeña iglesia sevillana. Por ello, envían al sacerdote Lorenzo Quart hasta Sevilla para que investigue e intente descubrir qué está ocurriendo y quién es el hacker.

## Personajes
- Lorenzo Quart: El protagonista de la historia es un sacerdote, miembro del Instituto para las Obras Exteriores (IOE) del Vaticano. Quedó huérfano de muy pequeño y fue criado en un ambiente religioso, lo que le llevó a convertirse en un hombre recto en sus obligaciones. Al llegar a Sevilla, descubrirá que aún tiene mucho por aprender y que no todo son las reglas.
- Macarena Bruner: Esta aristócrata sevillana intenta evitar que se derrumbe la iglesia donde están enterrados sus antepasados y donde suceden cosas extrañas. Tras conocer a Quart, Macarena se siente atraída hacia él y le ayudará en sus investigaciones.
- Cruz Bruner: Es la madre de Macarena.
- Príamo Ferro: El viejo y tosco párroco de la iglesia está en contra del derrumbe de Nuestra Señora de las Lágrimas y hará todo lo posible por impedirlo. Es, además, el confesor de Macarena y su madre.
- Óscar Lobato: El joven sacerdote ayudante de Príamo Ferro perteneció, antaño, al bando que deseaba el derrumbe de la iglesia. Al conocer al párroco cambió de idea y le ofreció su apoyo.
- Pencho Gavira: El director general del Banco Cartujano desea, por motivos personales y económicos, el derrumbe de la iglesia. Su mujer, únicamente a efectos legales y de la que está separado, es Macarena Bruner.
- Celestino Perejil: Secretario y escolta de Pencho Gavira, es ludópata. Contrata a unos secuaces para que le hagan el trabajo sucio.
- Don Ibrahim (pseudoabogado cubano), La niña Puñales y Potro de Mantelete: Son los tres secuaces de Celestino Perejil y grandes amigos.
- Gris Marsala: Esta monja norteamericana es amiga de Macarena y trabaja en la restauración de la iglesia.
- Octavio Machuca: Es el presidente del Banco Cartujano.
- Aquilino Corvo: El Arzobispo de Sevilla no tiene ninguna simpatía hacia Quart ni hacia la iglesia.
- Monseñor Spada: Es el superior de Quart y, por tanto, miembro del IOE.

## Adaptaciones
Basándose en la historia se rodó la serie Quart, el hombre de Roma, dirigida por Joaquín Llamas, Jacobo Rispa y Alberto Ruiz. Se emitió en 2007 en Antena 3 y el guion fue supervisado por el propio Pérez-Reverte.
En 2022 se estrenó la película La piel del tambor, basada también en la novela, dirigida por Sergio Dow y protagonizada por Richard Armitage, Amaia Salamanca, Alicia Borrachero, Rodolfo Sancho y Paul Guilfoyle.